# Дадлея многостебельная
Дадлея многостебельная (лат. Dudleya multicaulis) — вид суккулентных растений рода Дадлея, семейства Толстянковые, родом из США (штата Калифорния). Полукустарник произрастает в основном в субтропических биомах.

## Описание
Этот вид является эндемиком южной Калифорнии, где встречается редко и становится все более редкой по мере изменения среды её обитания. У растения несколько коротких, пальцеобразных цилиндрических листьев с заостренными кончиками. Преобладает прямостоячий цветонос, увенчанный разветвленным соцветием, на каждой длинной тонкой ветке которого находится до 15 цветков. Цветки имеют заостренные желтые лепестки и длинные тычинки.

#### Ботаническое описание

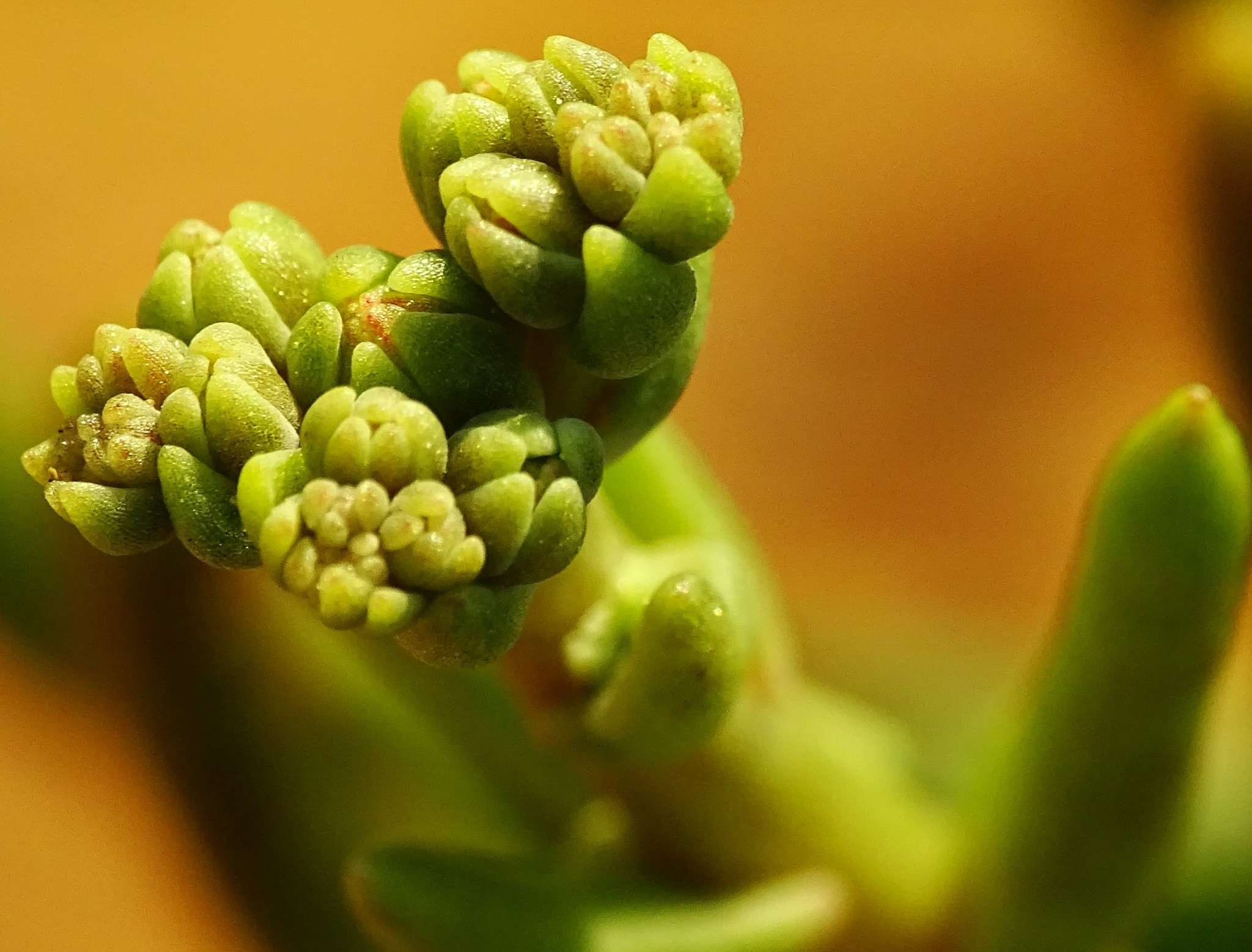
Соцветие

Клубнелуковицы продолговатые, 1,5-5 см × 3-18 мм. Листьев 5-15, основание едва сужено в черешок; пластинка зелёная, линейная, 5-15 см × 2-6 мм, 2-6 мм толщиной, основание 4-10 мм шириной, вершина узко острая, поверхность не сизая или несколько сизоватая. Соцветие: 3-15-цветковые цинцинны, 2-10 см высотой; цветочные побеги 5-35 см × 2-4 мм; листьев 7-18, сильно восходящие, пластинки линейные (похожие на розеточные листовые пластинки), 1-10 см × 2-10 мм, толщиной 2-6 мм, вершина узко острая. Цветки без запаха; лепестки сросшиеся 1-2 мм, расходящиеся от середины, ярко-желтые (выцветающие бледно-желтые), часто красно-линейные по килю, эллиптически-ланцетные, 5-9 × 2-3 мм, вершина острая, венчик 12-18 мм диам. ; пестики сросшиеся 1-2 мм, восходящие; яичник 3,5-6 мм; стилей 1,5-2 мм. Фолликулы широкие, с адаксиальными краями почти горизонтальными.

## Таксономия
Dudleya multicaulis (Rose) Moran, Leafl. W. Bot. 7: 110 (1953).

#### Этимология
Dudleya: род назван в честь Уильяма Рассела Дадли[en], первого заведующего кафедрой ботаники Стэнфордского университета.
multicaulis: латинский эпитет, означающий «многостебельная».

#### Синонимы
Гомотипные (основанные на одном и том же номенклатурном типе):
- Hasseanthus multicaulis Rose (1903)
- Sedum sanctae-monicae A.Berger (1930)

Гетеротипные (основанные на разных номенклатурных типах):
- Hasseanthus elongatus Rose (1903)
- Hasseanthus oblongorhizus (A.Berger) P.H.Thomson (1993)
- Sedum oblongorhizum A.Berger (1930)

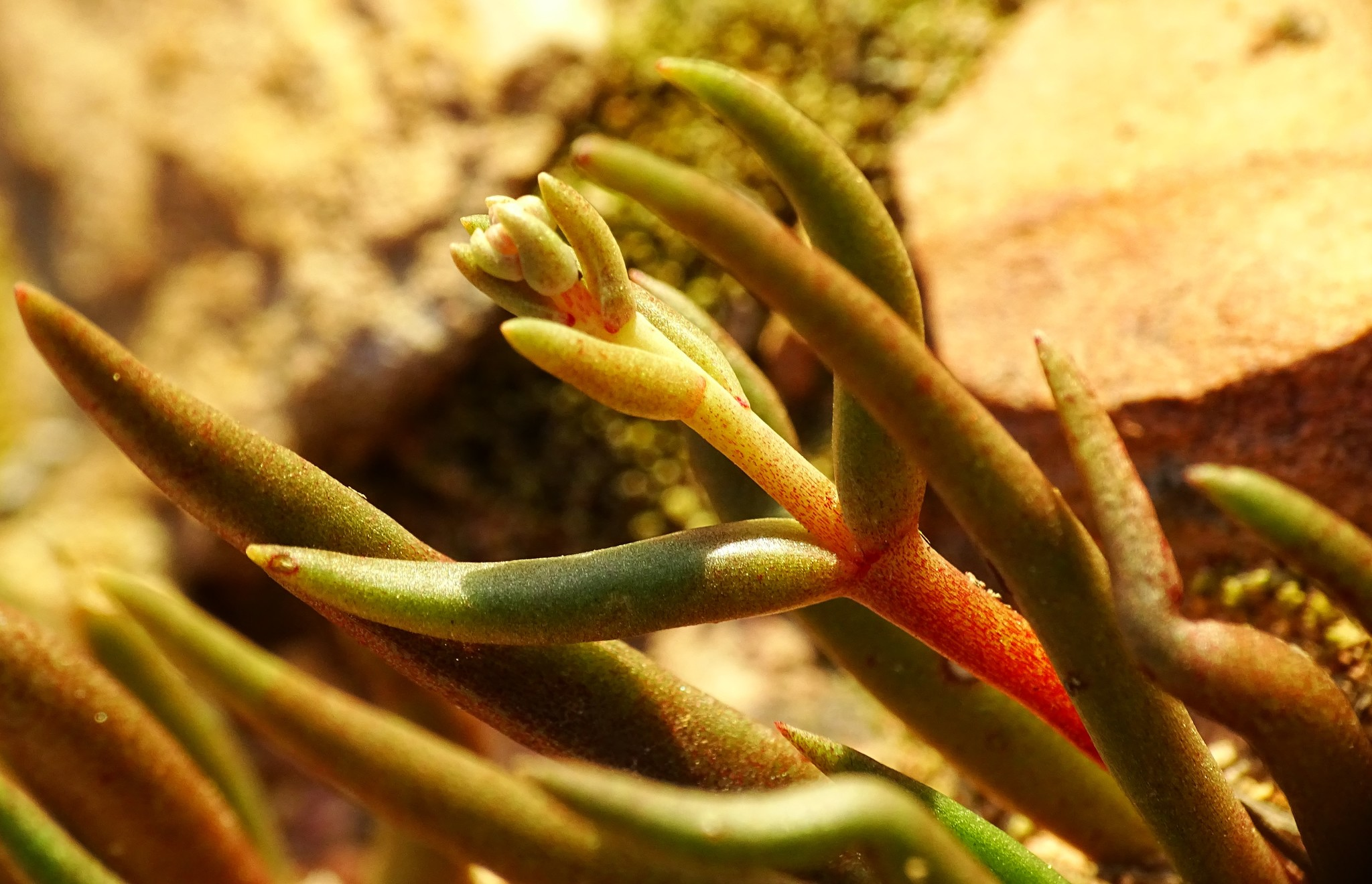
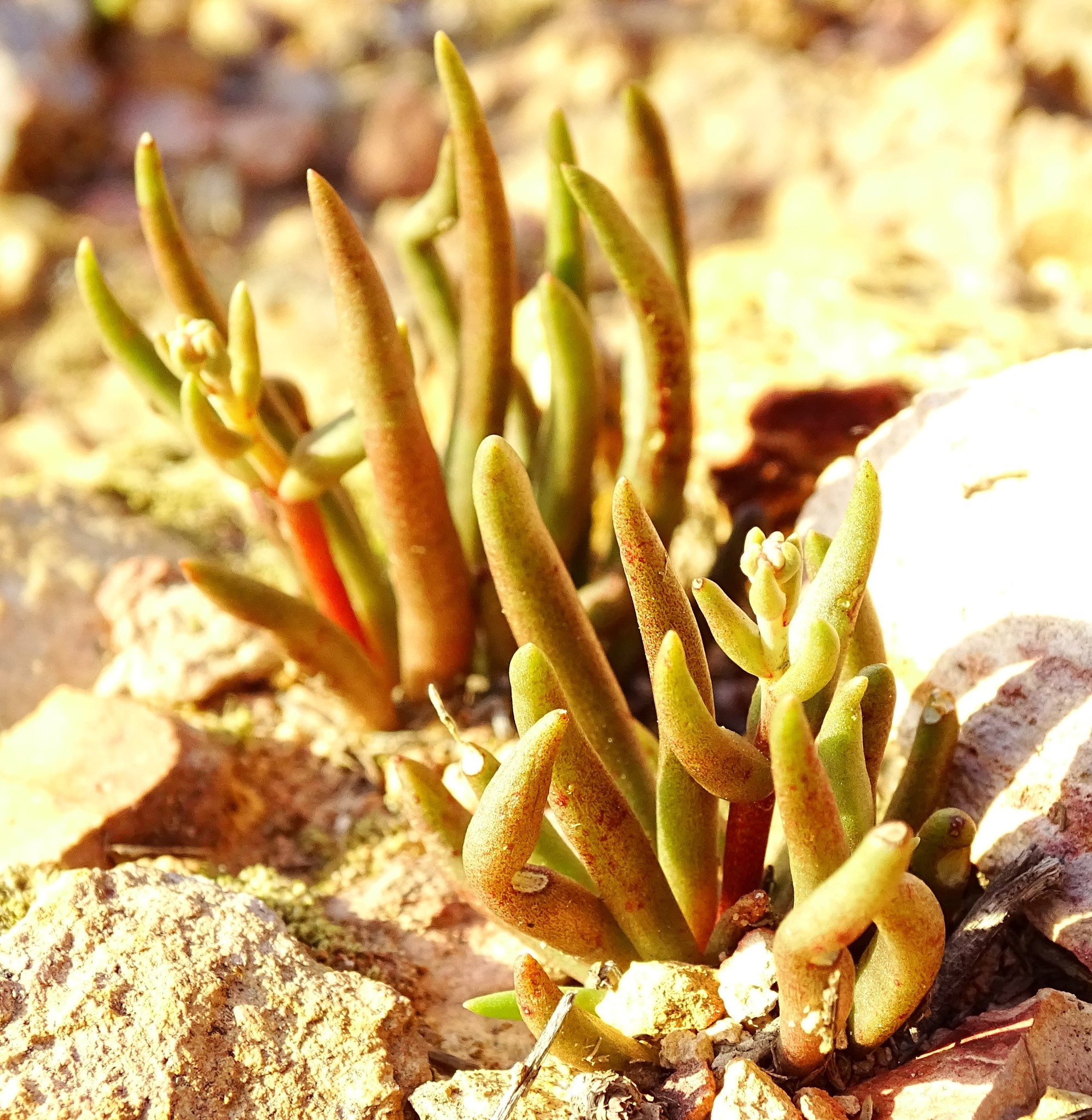